# 将乐话
将乐话是汉语族闽语支邵将语中的一种方言，也是邵将语的代表方言之一，通行于福建省三明市将乐县一带。将乐话是带有不少闽北语、赣语和客家语汀州片的特点，被中国语言学界归为闽客赣过渡方言区的一种方言，也是代表方言之一。
将乐话以古镛镇通行的城关音为代表口音，县城各地仅少数字词存在差异，口音则大同小异。将乐话与顺昌话比较接近，可以互通；与客家语明溪话也存在一定亲缘性。在古代，将乐县属于闽北的建州地区管辖之下，说的是闽北语。唐朝以后，大量江西人南迁至邵武、将乐一带，带入了大量赣语元素，形成一种新的语言。另一方面，由于接近客家地区，将乐话也混入了不少客家语的特点。
近百年来，大量外地人来将乐定居，他们带来了福州话、莆田话、长汀话、福清话、吴语、北方话、赣语等自己的母语，使得将乐的语言分布状况非常复杂。中华人民共和国成立之后，当地政府致力于推广普通话，今日将乐各地已基本通行普通话，但将乐话却面临式微的困境。

## 音韵体系
将乐话有声母19个、韵母36个、声调7个。

### 声母
p、pʰ、m、f、v、t、tʰ、l、ts、tsʰ、s、tʃ、tʃʰ、ʃ、k、kʰ、ŋ、x、ʔ

### 韵母
ɿ、i、u、y、a、ia、ua、o、yo、e、ie、ue、ø、yø、æ、uæ、eu、iu、ui、au、iau、aŋ、iaŋ、uaŋ、ɔŋ、iɔŋ、ɤŋ、iɤŋ、ɛ̃、iɛ̃、uɛ̃、yø̃、ĩ、uĩ、ỹ、ŋ̍

### 声调
| 標號 | 1       | 2       | 3       | 4         | 5         | 6       | 7     |
| 調類 | 陰平    | 陽平    | 上聲    | 陰去      | 陽去      | 陰入    | 陽入  |
| 音值 | ˥˥ (55) | ˨˨ (22) | ˥˩ (51) | ˧˨˦ (324) | ˨˧˩ (231) | ˨˩ (21) | ˥ (5) |
| 例字 | 詩梯    | 時提    | 喜體    | 世替      | 是弟      | 式啼    | 食值  |

## 连读变调
将乐话在快读时存在连读变调的现象，但慢读时不变调。